# Busby Babes
Pour les articles homonymes, voir Busby.

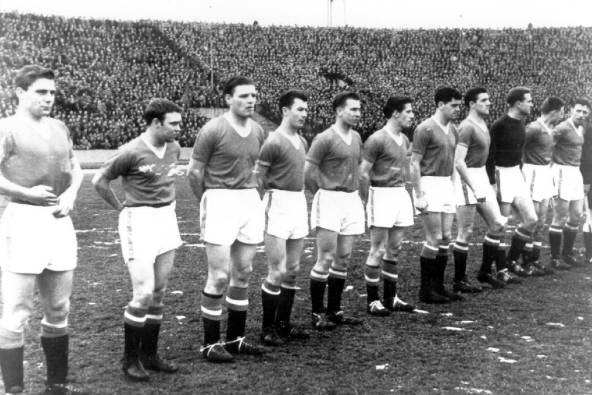
Les Busby Babes avant leur dernier match. De gauche à droite : Edwards, Colman, Jones, Morgans, Charlton, Viollet, Taylor, Foulkes, Gregg, Scanlon, Byrne.

Les Busby Babes étaient un groupe de joueurs du Manchester United Football Club, recrutés et formés par l'assistant manager du club Jimmy Murphy, et progressant de l'équipe de jeunes à l'équipe première sous la direction de Matt Busby. Les Busby Babes sont remarquables non seulement pour être jeunes et doués, mais pour avoir été formés dans le club depuis leurs débuts, plutôt que venus à la suite de transferts.
Le terme, qui aurait été inventé par le journaliste Tom Jackson du Manchester Evening News, se réfère généralement à des joueurs qui ont gagné le championnat anglais lors des saisons 1955-1956 et 1956-1957 avec une moyenne d'âge de 21 et 22 ans.
Huit des Busby Babes sont morts dans l'accident aérien de Munich en 1958, dont Duncan Edwards qui a été considéré comme le plus doué de tous. Bobby Charlton était également un Busby Babe.